# Pirata fabella
Pirata fabella este o specie de păianjeni din genul Pirata, familia Lycosidae. A fost descrisă pentru prima dată de Karsch, 1879. Conform Catalogue of Life specia Pirata fabella nu are subspecii cunoscute.